# Per Knudsen
Per Knudsen (født 2. juni 1925 i Aarhus C, død 8. februar 1999 i Viby) var en dansk fodboldspiller, som spillede back i AGF.
Per Knudsen spillede to A-landskampe samt flere ungdoms- og B-landskampe. Han debuterede på A-landshold i en kamp i det nordiske mesterskab i 1948 mod Finland på det olympiske stadion i Helsinki. Han kom med i truppen til både OL 1948 i London og OL 1952 i Helsinki, men fik ikke spilletid ved disse lejligheder. Hans anden A-landskamp kom kort efter OL 1952, hvor Danmark spillede mod Holland i Idrætsparken.
Knudsen spillede fem kampe på ungdomslandsholdet i perioden 1949-1951 og syv B-landskampe 1952-1955.